# Guerre anglo-irakienne
Seconde Guerre mondiale
Batailles
Batailles et opérations des campagnes d'Afrique, du Moyen-Orient et de Méditerranée
- Guerre du Désert
- Campagne d'Afrique de l'Est
- Campagne d'Afrique du Nord
- Bataille de la Méditerranée
- Bombardements italiens de la Palestine mandataire
- Bombardement du Bahreïn
- Campagne du Gabon
- Campagne des Balkans
- Guerre anglo-irakienne
- Campagne de Syrie
- Résistance en Grèce
- Opérations en Yougoslavie
- Opérations anti-partisans en Croatie
- Invasion anglo-soviétique de l'Iran
- Bataille de Madagascar
- Offensive de Belgrade
- Campagne d'Italie
- Résistance en Macédoine

Front d'Europe de l'Ouest

Front d'Europe de l'Est

Bataille de l'Atlantique

Guerre du Pacifique

Guerre sino-japonaise

Théâtre américain
La guerre anglo-irakienne est un bref conflit entre le Royaume-Uni et le gouvernement nationaliste du royaume d'Irak pendant la Seconde Guerre mondiale. Elle se déroula du 18 avril au 30 mai 1941. Malgré sa courte durée, la guerre se termina avec un renforcement de la présence britannique dans le pays d'une part, et un ressentiment accru des nationalistes envers la monarchie pro-britannique d'autre part. Les combats ont causé 2 500 morts ou disparus ainsi que 6 000 prisonniers du côté des Irakiens, contre 1 200 morts ou disparus du côté britannique.

## Causes
Le royaume d'Irak était officiellement indépendant depuis le 3 octobre 1932 mais restait sous tutelle britannique. La préparation de l'indépendance avait fait l'objet de plusieurs conditions stipulées par le traité anglo-irakien de 1930 (en). Celui-ci comprenait des termes concernant la présence de bases militaires britanniques et la liberté de mouvement sans restriction des troupes britanniques dans l'ensemble du pays. Beaucoup d'Irakiens étaient mécontents et ne considéraient pas leur pays comme indépendant puisqu'une monarchie gérée par les Britanniques était encore en place. Les Britanniques voulaient conserver la mainmise sur le pétrole irakien, une stratégie qui nécessitait un gouvernement favorable aux ambitions du Royaume-Uni.
En 1939, le gouvernement britannique fit pression sur le régent Abdul Illah afin qu'il déclare la guerre à l'Allemagne nazie à la suite de l'invasion de la Pologne. Cependant, le premier ministre Rachid Ali al Gaylani, anti-britannique, déclara que celui-ci n'était qu'en mesure de couper les relations diplomatiques avec l'Allemagne. Après avoir été forcé à la démission, il lança un coup d'État en 1941 avec l'aide du Carré d'or mais ne remplaça pas la monarchie. Abdul Illah fut remplacé par un autre régent, moins partisan de l'alliance britannique. Ali, redevenu premier ministre, essaya de restreindre les droits des Britanniques tels qu'ils avaient été promulgués dans le traité de 1930. Il n'était toutefois pas ouvertement pro-nazi, mais avait déjà entamé un rapprochement avec le Troisième Reich. Peu de temps après sa prise de pouvoir, l'une de ses premières décisions est de refuser le débarquement à Bassorah de la seconde brigade de la 10e division indienne.
Il veut s'engager aux côtés de l'Axe et espère un soutien militaire des Allemands. Il signe un accord secret avec l'ambassadeur italien. Le texte prévoit notamment d'unir la Syrie et l'Irak, et de nationaliser le pétrole. La Compagnie Nationale ainsi créée doit être dirigée à 75 % par l'Irak. En échange, la Syrie-Irak concède trois zones portuaires fortifiées d'un rayon de 25 km chacune aux germano-italiens. 
L'Irak coupa le pipeline reliant les puits de l'Iraq Petroleum Company à Haïfa, en Palestine et envoya les hydrocarbures à destination de Tripoli au Liban, sous contrôle du Régime de Vichy.
Le commandant de l'armée britannique au Moyen-Orient ordonna depuis le Caire l'envoi d'une formation comprenant la 10e division d'infanterie de l'armée britannique des Indes, commandée par le général Edward Quinan. Les troupes débarquèrent à Bassorah le 18 avril 1941. L'opération visait en premier lieu à prendre et sécuriser le port de Bassorah que Churchill considérait comme vital pour la gestion du matériel en provenance des États-Unis. L'autre mission était de remplacer le gouvernement irakien et de protéger les intérêts britanniques dans le pays.

## Début des combats

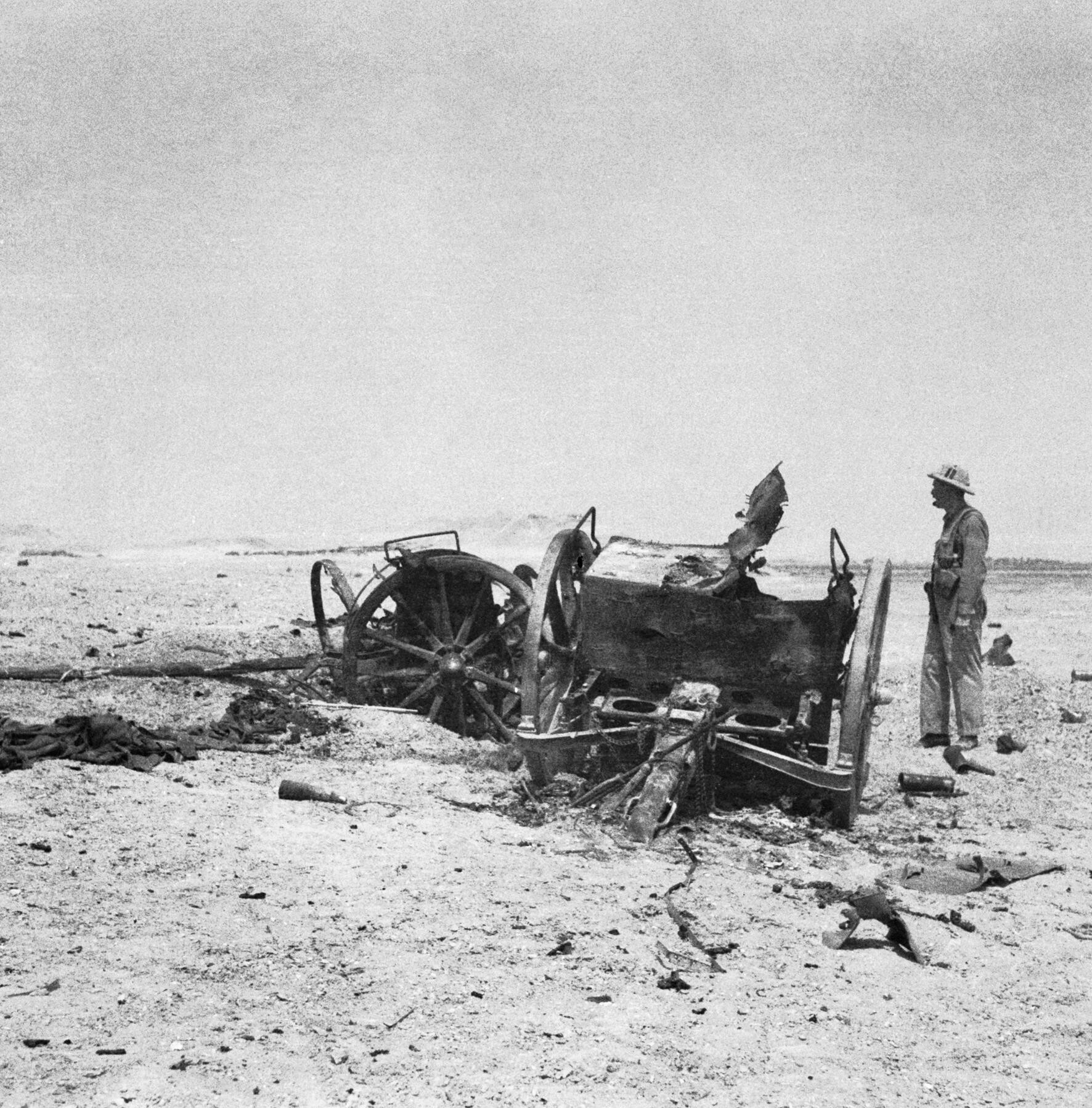
Une pièce d'artillerie irakienne assiégeant la base de Habbaniyah détruite par les raids de l’aviation britannique.

À l'époque, l’armée britannique possédait deux importantes bases en Irak, la première à Bassorah et une autre de la Royal Air Force à Habbaniya à l'ouest de Bagdad. Le 30 avril, soit 12 jours après l'arrivée du contingent, l'armée irakienne établit un camp sur les terrains au sud de la base d'Habbaniya. Un envoyé irakien demanda aux Britanniques de ne pas procéder à des manœuvres depuis la base, que ce soit sur terre ou dans les airs. Les Britanniques refusèrent et exigèrent que les Irakiens quittent les lieux. Après un ultimatum fixé au matin du 2 mai à 5 h, l'armée britannique lança des frappes contre les positions irakiennes qui menaçaient la base.
Les Britanniques disposaient à Habbaniya d'appareils la plupart obsolètes. La base servait de camp d'entraînement et de zone de ravitaillement pour les vols en partance pour l'Inde. La plupart des avions servaient à l'entraînement des pilotes et avaient été modifiés pour transporter des bombes et d'autres armes offensives. Le 3 mai, 4 chasseurs-bombardiers Bristol Blenheim arrivèrent pour renforcer la défense de la base. Habbaniyah fut défendue sur le terrain par 2 200 hommes et 18 véhicules blindés. Les forces terrestres sous commandement britannique étaient également composées d'Assyriens et de Kurdes. Ce contingent indigène eut un rôle significatif lors de la défense des positions, pendant les attaques sur Fallujah et la marche vers Bagdad. 
Lors de la première attaque britannique, pas moins de 40 avions s'envolèrent pour pilonner l'armée irakienne. La garnison reçut des renforts de la colonne volante Kingcol du général James Joseph Kingstone, avant-garde de la Habforce, qui quitta Haïfa, en Palestine, le 11 mai 1941. Les appareils britanniques détruisirent rapidement la force adverse qui était pourtant en théorie supérieure. Après avoir pris le contrôle des airs, les Britanniques réduisirent à néant les groupes de l'armée irakienne qui avaient pris position près de Fallujah. La base aérienne d'Habbanya fut totalement délivrée le 18 mai 1941.
La Luftwaffe s'impliqua dans le conflit en envoyant des escadrons de chasseurs et de bombardiers depuis Mossoul soit 70 appareils et utilisèrent des bases en Syrie, alors sous contrôle du gouvernement de Vichy, qui envoya pour sa part deux trains d'armes françaises. Un escadron de chasseurs biplans italiens participa également au conflit. Ils arrivèrent trop tard pour changer significativement la donne.

## Dénouement
Les forces britanniques se lancèrent en direction de Bagdad, où le gouvernement de Rachid Ali al Gaylani s'était retranché. Les forces britanniques s'arrêtent toutefois aux portes de Bagdad pour permettre au régent, l'émir Abdullah, de rentrer en premier dans la ville. Ali et une partie de ses partisans fuirent le 30 mai vers l'Iran puis vers l'Allemagne. Le 1er juin, un armistice fut signé et le régent pro-britannique fut réinstallé dans ses fonctions. Cinq des instigateurs du coup d'État furent pendus et de nombreux autres emprisonnés dont Khairallah Talfah, un oncle de Saddam Hussein.La communauté juive d'Irak (117 000 individus en 1947, 3% de la population irakienne), considérée par certains nationalistes irakiens comme complice des britanniques, fut victime d'un Pogrom, notamment à Bagdad, les 1er et 2 juin, faisant une centaine de victimes (le nombre de victimes est imprécis, de 120, pour les autorités britanniques à 500, pour l'Agence juive)  et plusieurs centaines de blessés dans la population juive de la capitale irakienne. 
Rachid Ali el Gailani s’enfuit en Iran le 30 mai avant de rejoindre Berlin. Le régent Abdul Illah fait son entrée à Bagdad le 1er juin 1941. La campagne d’Irak a duré moins d’un mois. Les Britanniques ont perdu plus de 100 hommes, les Irakiens ont 500 tués et près de 700 blessés[réf. nécessaire].
Le 8 juin 1941, les troupes britanniques et les forces françaises libres pénètrent en Syrie et au Liban.
Les forces britanniques restèrent en nombre en Irak - jusqu'en 1947, et le pays resta sous contrôle afin de préserver les ressources pétrolières. 
L'Irak servit aussi de base arrière pour l'invasion britannique en Iran en 1941. Des défenses furent établies en 1942 pour limiter une éventuelle invasion allemande depuis le nord. Après 1942, l'Iran et l'Irak servirent de zone de transit pour le matériel militaire à destination de l'Union soviétique via le Corridor perse.